# Tobias
Tobias je moško osebno ime in priimek.

## Izvor imena
Tobias je svetopisemsko ime. Izhaja preko grškega Τοβίας iz hebrejskega Toviyah pomeni  Jahve.

## Pogostost
V sloveniji je 65 ljudje z imenom Tobias.